# Gare de Buire-sur-l'Ancre
La gare de Buire-sur-l'Ancre est une gare ferroviaire française de la ligne de Paris-Nord à Lille, située sur le territoire de la commune de Buire-sur-l'Ancre, dans le département de la Somme, en région Hauts-de-France.
C'est une halte voyageurs de la Société nationale des chemins de fer français (SNCF), desservie par des trains TER Hauts-de-France.

## Situation ferroviaire
Établie à 43 mètres d'altitude, la gare de Buire-sur-l'Ancre est située au point kilométrique (PK) 148,983 de la ligne de Paris-Nord à Lille, entre les gares de Méricourt - Ribémont et d'Albert.

## Histoire

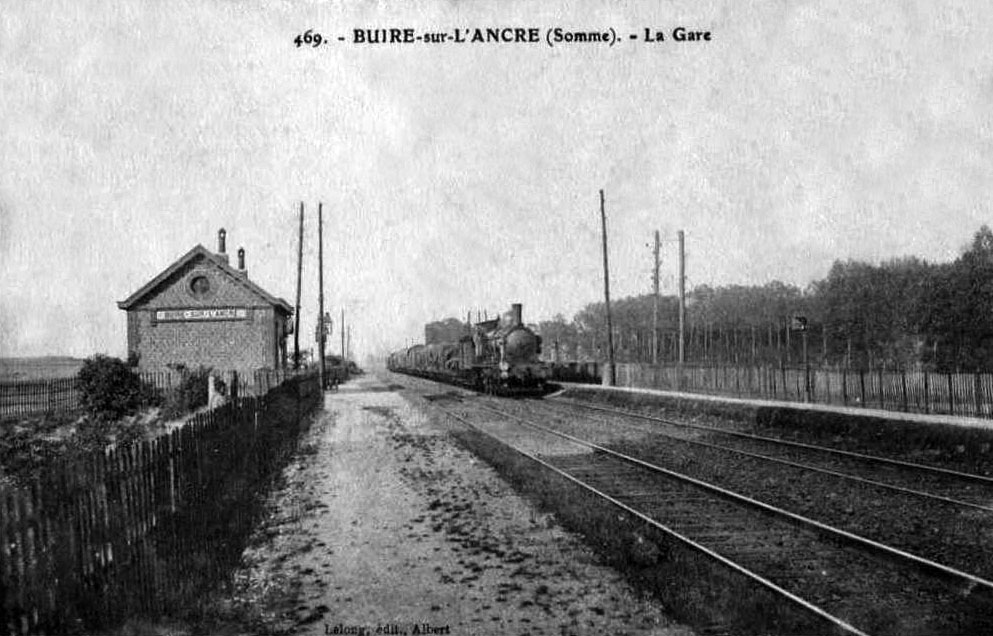
La gare, vers 1900.

## Fréquentation
De 2015 à 2022, selon les estimations de la SNCF, la fréquentation annuelle de la gare s'élève aux nombres indiqués dans le tableau ci-dessous.
| Année     | 2015  | 2016  | 2017  | 2018  | 2019  | 2020  | 2021  | 2022  |
| --------- | ----- | ----- | ----- | ----- | ----- | ----- | ----- | ----- |
| Voyageurs | 2 244 | 2 704 | 3 036 | 2 632 | 2 990 | 2 843 | 2 579 | 2 648 |

## Service des voyageurs

### Accueil

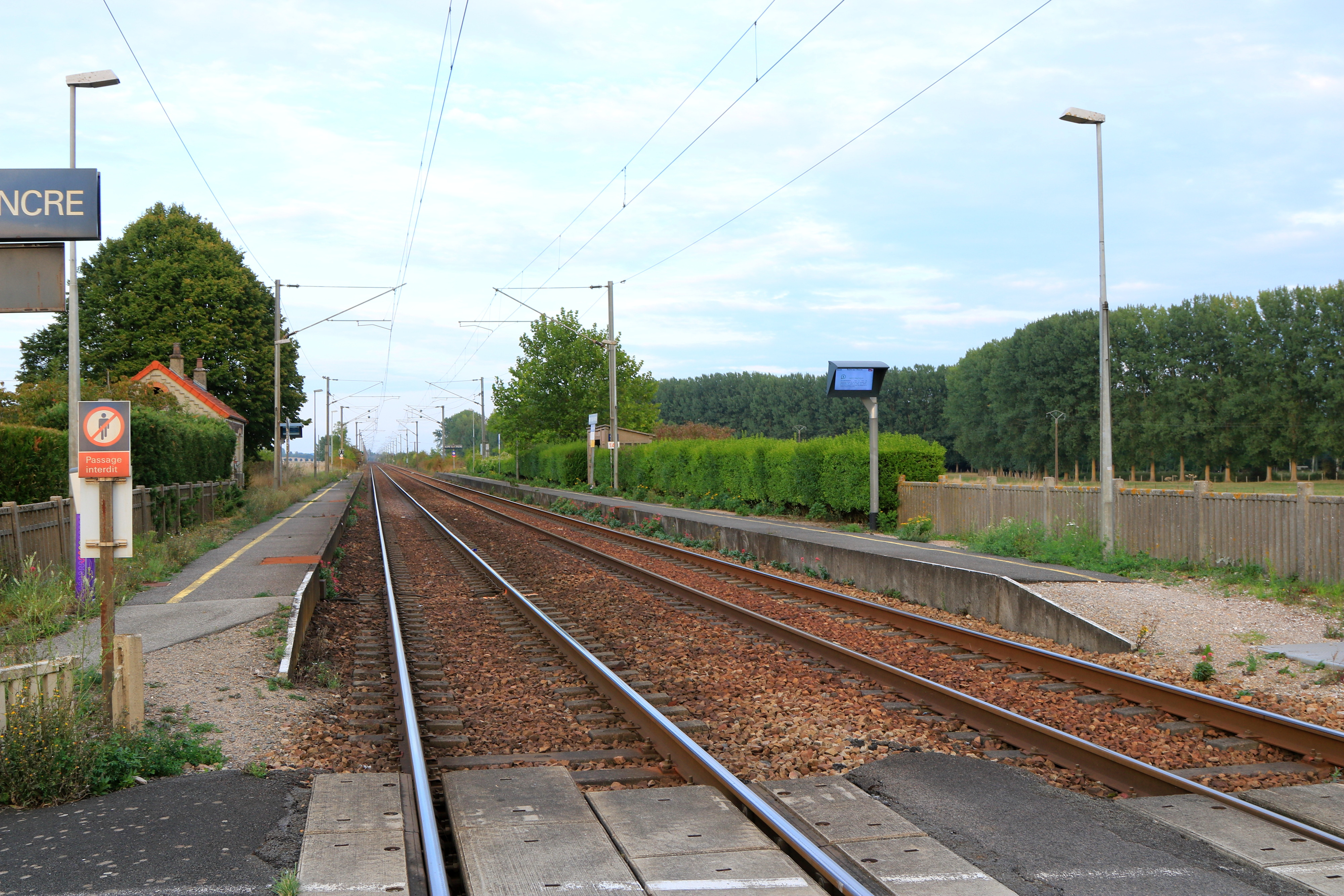
Vue générale de la halte, en direction d'Arras et Lille.

Halte SNCF, c'est un point d'arrêt non géré (PANG) à accès libre.

### Desserte
Buire-sur-l'Ancre est desservie par des trains TER Hauts-de-France qui effectuent des missions entre les gares d'Amiens et de Lille-Flandres.

### Intermodalité
Le stationnement de véhicules est difficile à proximité.